# Berysław
Berysław (ukr. Берислав) – miasto na południu Ukrainy, w obwodzie chersońskim, na zachodnim brzegu Zbiornika Kachowskiego na Dnieprze.

## Historia
Miejsce to było miejscem osadnictwa od najdawniejszych czasów z powodu dogodnej przeprawy promowej przez rzekę Dniepr, który zwężał się tutaj do 500 kroków. Osada powstała na początku naszej ery pod nazwą Metropolis. W III-IV wieku na tym terenie istniała stolica Ostrogotów Danparsztad, istniejący do najazdu Hunów w IV wieku.. W XIV wieku – rezydencja chana Złotej Ordy Tochtamysza, który zbudował tu zamek zniszczony w 1399.

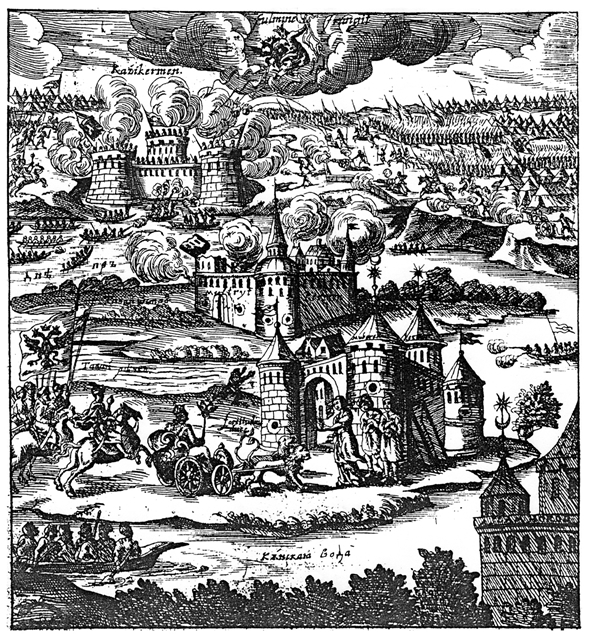
Kazykermen

Po kampanii Witolda Kiejstutowicza w 1398 roku włączono te tereny do Wielkiego Księstwa Litewskiego budując zamek z gliny nazwany Johannisburg. W miejscu tym pobierano cło dlatego nazywano je po rusińsku Wytowtowa Mytnyca (Витовтова Мытница).
W 1484 roku Turcy zbudowali na lewym brzegu Dniepru twierdzę Kyzykermen (Kazi-Kermen), ale w Rzeczypospolitej określano je najczęściej jako Tawań (Тавань) (od nazwy pobliskiej wyspy). W 1550 wzmiankowano, że prowadził tędy szlak handlowy z Krakowa do Kaffy. W XVII wieku turecka twierdza została rozbudowana i wsparta przez dwa forty na prawym brzegu Mubeurek-Kermen i Islam-Kermen oraz fort Musrit-Kermen na wyspie Tawań. Garnizon liczył 3 tys. żołnierzy mających do dyspozycji 60-80 dział. Twierdzę w 1695 roku zdobyli kozacy hetmana Iwana Mazepy podczas pochodu azowskiego. W 1700 roku Turcja zawarła traktat pokojowy z Carstwem Rosyjskim, w którym zgodziła się zniszczyć twierdzę.
22 stycznia 1784 roku na ruinach twierdzy założono Berysław, który zasiedlono imigrantami z guberni połtawskiej i czernihowskiej. W 1938 roku osada otrzymała prawa miejskie. W 1975 odnotowano tutaj 93 zagrody, które zamieszkiwało 549 mężczyzn i tylko 92 kobiety.
W 1958 roku ukończono budować na Dnieprze Zbiornik Kachowski, nad którego brzegiem znalazł się Berysław.
Podczas inwazji Rosji na Ukrainę w 2022 miasto okupowane, wyzwolone przez Siły Zbrojne Ukrainy 11 listopada 2022.

## Demografia
- 2013 – 13 187[7]
- 2016 – 12 828[8]
- 2021 – 12 123[9]